# Nias
Nias (indonésky Pulau Nias, niasky Tanö Niha) je ostrov u západního pobřeží Sumatry, náležící Indonésii. Má rozlohu 4771 km² (4. největší ostrov v Indickém oceáně) a žije na něm necelých osm set tisíc obyvatel, z nichž většinu tvoří Niasané (Ono Niha), náležející k austronéské jazykové rodině. Hlavním městem je přístav Gunungsitoli na severovýchodním pobřeží. Nias spolu s okolními menšími ostrovy vytváří stejnojmenné souostroví o celkové rozloze 5121 km², které je součástí provincie Severní Sumatra. Nejrozšířenějším náboženstvím je protestantismus.
O starobylém osídlení Niasu svědčí četné megalitické památky. Domorodci byli obávanými lovci lebek a dlouho se bránili cizí nadvládě, Nizozemcům se podařilo ostrov ovládnout až v šedesátých letech 19. století. Pozůstatkem mezikmenových válek jsou opevněné náčelnické domy omo sebua a slavnost fahombo, při které mladí muži skáčou přes vysoké kameny (původně nácvik zdolávání nepřátelských hradeb). Na sklonku 19. století na Niasu pobýval Pavel Durdík, český lékař ve službách nizozemské armády, jemuž vděčí Náprstkovo muzeum asijských, afrických a amerických kultur za bohatou kolekci místní materiální kultury.
Díky mohutnému příboji jsou Nias a sousední souostroví Hinako často navštěvovány surfaři. Ostrov byl vážně poničen při zemětřesení v Indickém oceánu 2004, mnoho životů si vyžádalo také zemětřesení v březnu 2005.
Většinu ostrova pokrývá deštný prales. Endemickým druhem je kriticky ohrožený loskuták niaský.